# Tour à pommes de terre
La tour à pommes de terre est une technique de production urbaine. Ce dispositif de culture intensive est supposé offrir des rendements records sur de petites surfaces. Dans les faits, le différentiel de rendement n'est pas souvent au rendez-vous,. 

## Réalisation  et culture

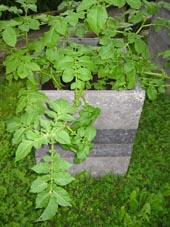
Exemple de « tour à pommes de terre ».

On entend par « tour à pommes de terre » une plate-bande de jardinage particulière qui, contrairement à l'habitude, ne se limite pas au niveau du sol mais se construit couche par couche et s'élève au fur et à mesure de la croissance des pommes de terre.
Sa réalisation débute au printemps (entre fin avril et début mai en Europe) avec la première couche : des semences de pommes de terre, tubercules sains, éventuellement prégermés, sont plantés dans la terre.
Quand les tiges des pommes de terre ont atteint une hauteur de 10 à 15 cm environ au-dessus du sol, une couche de terre (ou mieux de compost fait maison) est ajoutée, en laissant émerger l'extrémité des tiges. Les tiges devenues souterraines voient alors de nouveaux tubercules-fils se développer à l'aisselle de leurs feuilles. Il n'est donc pas nécessaire d'ajouter des pommes de terre supplémentaires.
Des variétés tardives sont préférables pour ce type de culture, car elles continuent d'émettre de nouveaux rhizomes générateurs de tubercules plus longtemps que les autres variétés et sont donc plus adaptées à cette culture en couches successives.
L'opération est renouvelée plusieurs fois au fur et à mesure de la croissance des tiges.
Chaque couche de terre ajoutée fait monter le niveau de la plate-bande « tour ».
Le volume de terre utilisé varie de 200 à 400 litres environ, selon la hauteur de la tour.
les dimensions au sol sont généralement de 40 × 40, 60 × 60 ou 80 × 80 cm.
La hauteur, qui dépend des conditions météorologiques, peut atteindre 80 cm, voire plus.
Ce dispositif peut donner une récolte d'environ 10 kg de pommes de terre pour 400 g de semences ; soit un ratio produit/semence de 1 à 25. Le rendement peut atteindre 100 kg/m².

## Récolte
Quand les feuilles sont fanées ou flétries, il est temps de récolter les pommes de terre. 
La tour est démontée couche par couche et les pommes de terre sont accessibles par groupes.
Les tubercules peuvent rester dans la terre pendant plusieurs semaines après la maturation, ce qui permet de réduire la durée de stockage et de renforcer la peau des pommes de terre.
Il est possible de faire une récolte échelonnée, en commençant par le bas, si la structure de la tour permet de le faire, par exemple en ôtant une planche du bas.

## Matériaux
Des matériaux très divers peuvent être utilisés pour construire une tour à pommes de terre : bois à l'état naturel, mélèze par exemple, pierre naturelle, béton (blocs ou plaques), briques,  métal, plastique, bambou, roseaux, osier tressé, grillage, vieux pneus, géotextile, etc.
Si la tour est faite à partir de matériaux le permettant, ils peuvent être réutilisés les années suivantes.

## Critique
Ce mode de culture en théorie très prometteur semble dans les faits complexe à mettre en œuvre. Les forums et blog de jardinage relatant cette technique donnant des résultats concrets généralement très en deçà de la récolte attendue en théorie. 